# Památník obětem zla
Meditační zahrada v Plzni - Památník obětem zla vznikla v Plzni-Doudlevcích díky politickému vězni panu Luboši Hruškovi (20. července 1927 – 30. června 2007), který svoji původně ovocnou zahradu přeměnil na okrasný park a později na Památník obětem zla. V přírodním areálu s množstvím zahradních dřevin se nachází pískovcová křížová cesta od akademického sochaře Romana Podrázského (24. února 1943 – 2. dubna 2001) a kaple Maxmiliána Kolbeho. Současným vlastníkem památníku je biskupství plzeňské, jemuž jej pan Hruška v roce 1995 daroval.

## Meditační zahrada

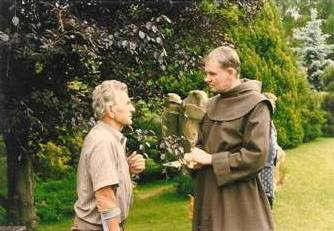
Luboš Hruška (vlevo) a Michal Pometlo v Meditační zahradě

Po návratu z více než desetiletého komunistického vězení v r. 1960 začal Luboš Hruška pracovat na ovocné zahradě v Plzni-Doudlevcích, kterou dostal od svého otce Františka Hrušky, a postupně ji proměnil v meditační areál. Pokácel ovocné stromy, upravil terén a při svém dělnickém zaměstnání dojížděl do Průhonic, kde se účastnil přednášek o zahradní architektuře. Na základě získaných znalostí začal realizovat parkovou úpravu zahrady založenou na vhodných barevných uskupeních jehličnanů a vodních a zelených ploch.
Při této proměně šlo Luboši Hruškovi především o realizaci nosné duchovní myšlenky, která by vyjádřila trvalou připomínku utrpení těch lidí, kteří se postavili totalitním režimům – ať již fašistickému nebo komunistickému. Touto nosnou ideou se stalo utrpení Ježíše Krista, který své utrpení přijal jako zástupnou oběť za lidstvo. Po poradě s rodinným přítelem Hruškových, františkánem P. Michalem Pometlem, se Luboš Hruška rozhodl tuto myšlenku nechat ztvárnit do podoby pískovcové křížové cesty.

## Křížová cesta

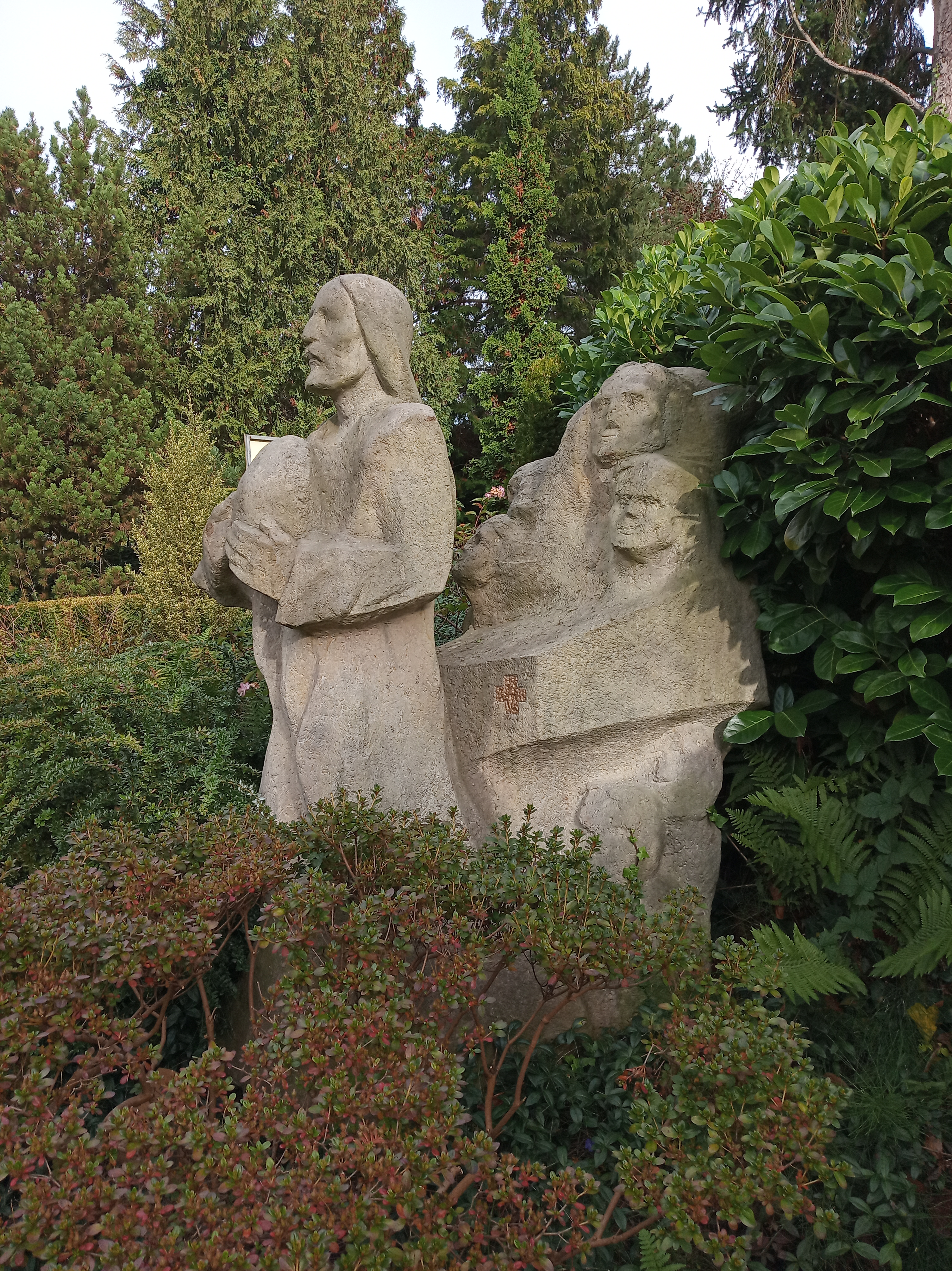
Zastavení křížové cesty

Tento záměr ale nezůstal utajen, a tak křížová cesta byla v letech 1987–1989 realizována za stálého dozoru StB. Jejím autorem se stal Pometlův přítel, akademický sochař Roman Podrázský z Přibyslavi. Křížovou cestu vytvořil zdarma a dal jí podobu dvanácti unikátních pískovcových plastik představujících čtrnáct zastavení křížové cesty. Náklady na materiál a dovoz hradil Luboš Hruška ze svého platu. Sochy byly na zahradě instalovány v letech 1987 - 1991. Jednotlivá zastavení je možné si prohlédnout na stránkách Památníku obětem zla.

## Kaple

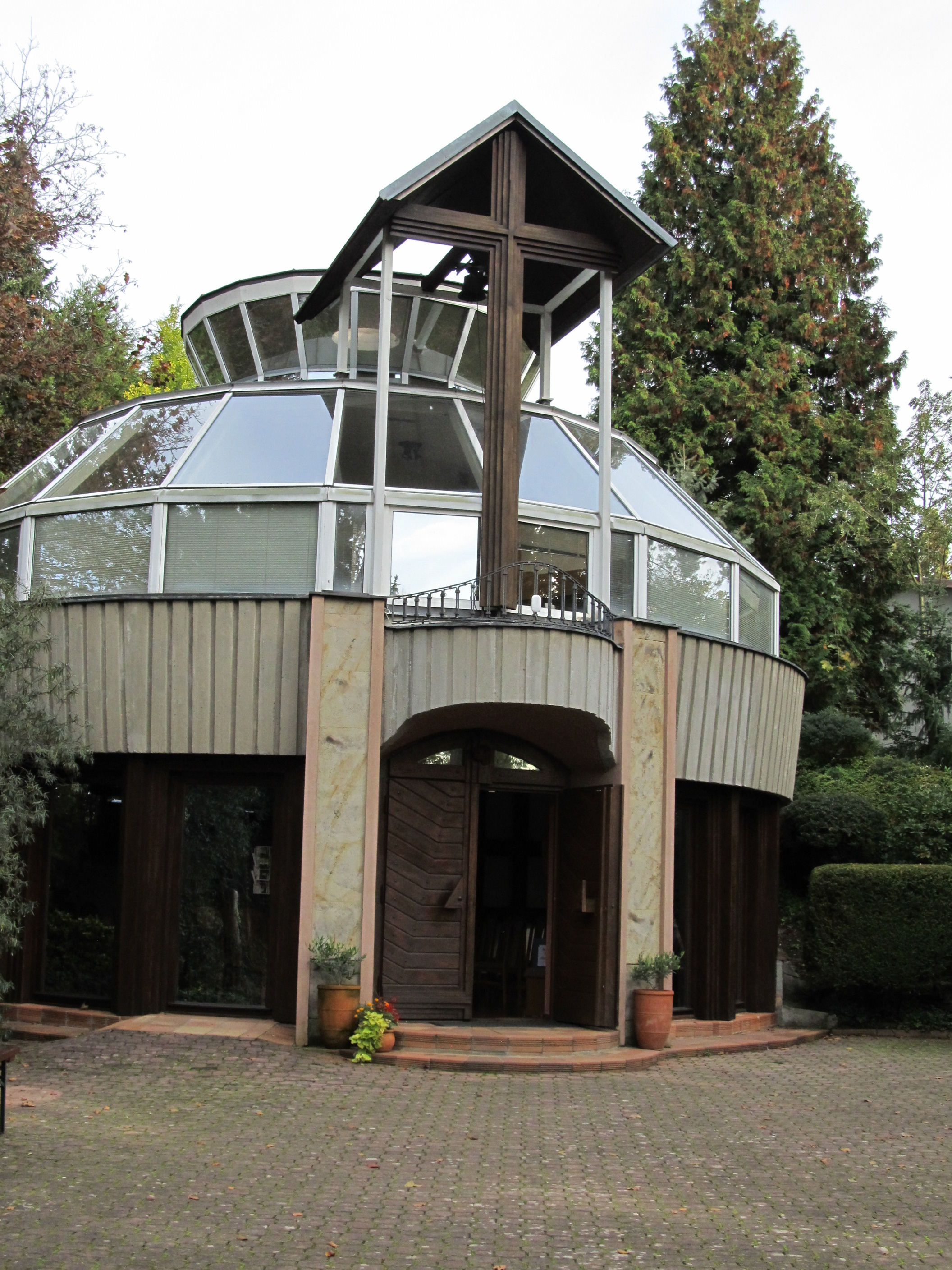
Kaple

Po listopadu 1989 vznikl, jako dovršení projektu, záměr vybudovat v meditačním areálu kapli, která je dílem architektů J. Soukupa a J. Opla. Pro její realizaci byla založena Nadace Památníku obětem zla, ve které s Lubošem Hruškou spolupracovali jeho přátelé J. Švec, J. Cuhra, P. M. Pometlo, C. Fojtíček, P. Náhlík a J. Soukup. Vybudovaná kaple byla zasvěcena svatému Maxmiliánu Kolbe. Tento kněz, později svatořečený, se obětoval za již určeného vězně, otce 3 dětí, a podstoupil dobrovolně smrt popravou v nacistickém koncentračním táboře Osvětimi.

## Památník obětem zla
V roce 1995 Luboš Hruška předal dokončený areál Meditační zahrady do spoluvlastnictví biskupství plzeňského. Díky tomu dnes slouží kaple i celý areál, nesoucí oficiální název Památník obětem zla, všem občanům k církevním a kulturním účelům. Od května do října se zde kromě pravidelných či mimořádných bohoslužeb konají různé koncerty, divadelní představení či jiné kulturní akce, ale zahrada se také stala oblíbeným místem k uzavření církevního či občanského sňatku, výročním oslavám, výjezdním poradám či setkání přátel. Především sem však v sezóně proudí, z Česka i ze zahraničí, stovky návštěvníků. Lze doufat, že někteří z nich si pak odtud, kromě estetického či kulturního zážitku, odnášejí i to, pro co Luboš Hruška zahradu zakládal: ozdravění vlastní duše, načerpání síly k postavení se zlu a odvahu k odpuštění.

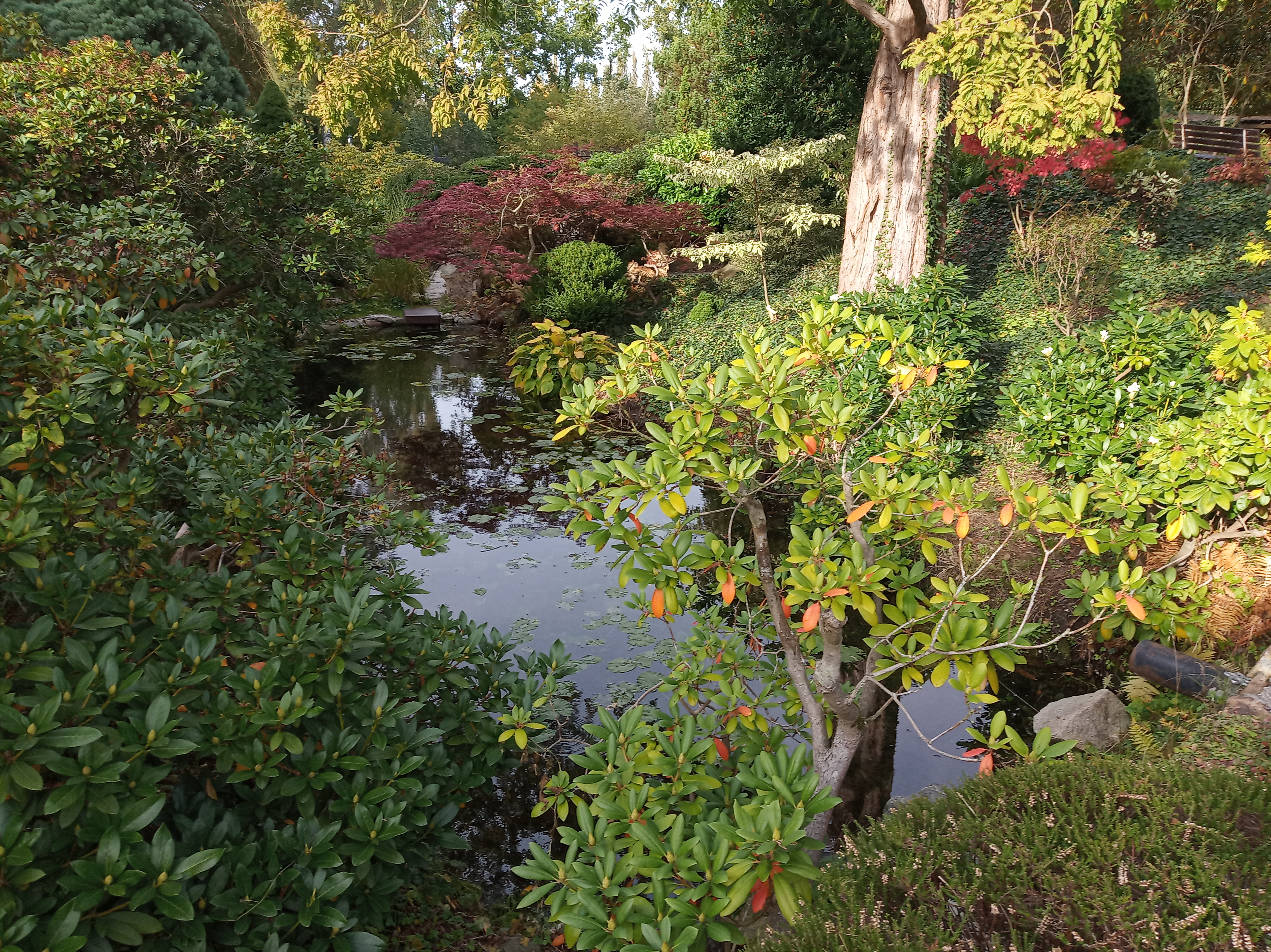

## Z návštěvní knihy
- Je to rajská zahrada, takové dílo mohl vytvořit jen člověk s bohatým srdcem plným lásky.

Mgr. J. Krejčová
- Úmysl - to je jedna věc, provést ho - druhá! Luboš Hruška úmysl provedl a věru, že to nebylo snadné. Pánu Bohu a nám všem (a těm příštím) k obdivování v pokoře.

Pavel Tigrid, ministr kultury
- V hluboké úctě k obětem, kterým je Památník věnován, a s nemenší úctou k obětavosti těch, kteří jej budovali, děkujeme za toto dobré dílo.

Radovan Lukavský
- V tichém zamyšlení, modlitbě stojím a doufám v naději, že dobré dílo se podaří ve veškerém smyslu slova. Děkuji za všechny.

Jan Ruml, ministr vnitra
- Jménem televizního štábu České televize moc děkuji za komplexní duchovní zážitek, setkání nebe se zemí.

Michael Otřísal, Praha
- Není důležité mít zahradnické vzdělání, ale zahradnické srdce.

Zahradnická škola, Mělník
- Děkuji všem za nový symbol Plzně, symbol usmíření, i za otce gen. Heliodora Píku - ať slouží našim novým generacím.

plk. Milan Píka, syn popraveného generála
- Návštěvu zahrady považuji za vyvrcholení cesty kolem světa.

Vítězslav Dostál, cesta kolem světa na kole
- V prvních opravdu krásných jarních dnech tu procházím, posedávám, poslouchám moudrého člověka pana Luboše Hrušku, žasnu nad tím, co tu vytvořil, a vidím to jako nevídaný hold jednotě přírody a lidského tvoření ke krásnu tesaného kamene zasazeného dokonale harmonicky v zahradě. V lidech se tu musí rozeznívat to nejvnitřnější rozjímání, pokoj, víra. Děkuji a doufám, že ne naposledy.

Iva Janžurová
- Děkují Vám. Táta zemřel v Leopoldově.

Holzbecherová
- 16/6/1995

Václav Havel
Citováno z knihy Ireny Kastnerové: Luboš Hruška a zahrada jeho duše.

## Závěrem

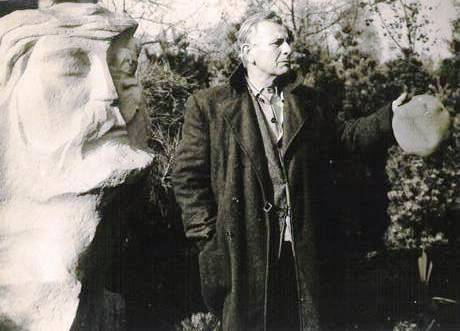
Luboš Hruška U zastavení Jeruzalémské ženy

"Vybudovat zahradu nebylo jednoduché. Podařilo se to díky Bohu a osudovému setkání s mnoha lidmi, bez kterých bych to nedokázal. Jsem velmi šťastný a spokojený, protože to, co jsem si kdysi v padesátých letech slíbil, se podařilo a začíná nést svoje ovoce. Zahrada mi dnes odčerpává hodně energie a času, ale zároveň tu všechnu sílu i nalézám. Dívám se na tu krásnou a přitom důmyslnou přírodu a znovu a znovu žasnu, když pozoruji třeba včely a jejich dokonalý (byť nemilosrdný) řád života, ryby v rybníku, které z ničeho nic začnou plavat v přesných formacích, stromy a jejich vůli k životu. Každý rok vyhlížím ledňáčka. Číhám na něj na jaře brzy zrána. Náhle se objeví, usedne na větev, rozhlédne se, pak se mihne nad hladinou, uloví si nějakou rybku a je pryč. To je úžasný zážitek. Věřím, že až se obecně naučíme vážit si přírody a mít úctu ke všemu živému, bude to znamenat, že jdou ty naše dušičky správným směrem. Ten 'režisér' tam nahoře má pro každého z nás celou škálu rolí. Záleží jen na nás, pro kterou se rozhodneme. Je mi líto těch, kteří mají za cíl mít se jen sami dobře a co nejvíce si užít života. Na jeho konci pak zjistí, že žili naprosto neplodně a zbytečně. U nás vyrostlo po únoru 1948 několik generací ateistů. Přesto si myslím, že většina lidí v něco věří. V co, to ukáže život. Já bych si moc přál, aby uvěřili ve vítězství dobra, lásky a pravdy. Začali by si daleko více vážit sebe i okolí, své i cizí práce, kulturních i duchovních hodnot. Pokud k tomu alespoň trochu přispěje prostředí této zahrady, budu velmi rád. Protože věřím, že zde platí upravená starověká moudrost: Každý "oslovený" člověk může znamenat jednu zachráněnou generaci."
Luboš Hruška
Citováno z knihy Ireny Kastnerové: Luboš Hruška a zahrada jeho duše.